# Masasteron sampeyae
Masasteron sampeyae is een spinnensoort in de taxonomische indeling van de mierenjagers (Zodariidae).
Het dier behoort tot het geslacht Masasteron. De wetenschappelijke naam van de soort werd voor het eerst geldig gepubliceerd in 2004 door Barbara C. Baehr.